# Иституто Спериментале Цотецнико (Рим)
Иституто Спериментале Цотецнико је насеље у Италији у округу Рим, региону Лацио.
Према процени из 2011. у насељу је живело 26 становника. Насеље се налази на надморској висини од 25 м.